# Lill-Korsjötjärnen
Lill-Korsjötjärnen är en sjö i Åre kommun i Jämtland och ingår i Indalsälvens huvudavrinningsområde.